# Glycera mimica
Glycera mimica är en ringmaskart som beskrevs av Hartman 1965. Glycera mimica ingår i släktet Glycera och familjen Glyceridae. Arten har ej påträffats i Sverige. Inga underarter finns listade i Catalogue of Life.